# Туркестанская агама
Туркестанская агама (лат. Paralaudakia lehmanni) — ящерица из семейства агамовые. Видовое латинское название дано в честь русского путешественника Александра Лемана (1814—1842).

## Описание
Общая длина достигает 37 см. Самцы немного крупнее самок. Туловище, голова и начало хвоста слегка плоские. Сзади барабанной перепонки, по бокам и на верхней поверхности шеи складки кожи имеют невысокую, острую, колючую чешую. Чешуя туловища разнородная.
Цвет кожи серовато-оливкового, глинистого или буроватого цвета с волнистыми короткими чёрными полосками и пятнышками. Чешуя на спине обычно светлее боковой с небольшим количеством чёрных точек. Голова сверху одноцветная, почти того же цвета, что и спина. Горло у самцов в чёрных и красновато-оранжевых пятнах, которые могут появляться и исчезать в зависимости от физиологического состояния животного. На хвосте более или менее ясные поперечные полосы, которые разбиваются у крупных особей на отдельные пятна.

## Распространение
Обитает в северном Афганистане, юго-восточном Туркменистане, восточном Узбекистане, юго—западном Таджикистане, в соседних районах Киргизии. Северная граница ареала проходит по предгорьям хребта Моголтау в Ферганской долине, западная — по хребтам Нуратау и Кугитангтау, а восточная ограничена Дарвазским хребтом.

## Образ жизни
Населяет горную местность, держится ниже арчевого пояса гор, иногда спускается в долины. Встречается до высоты 2600 м над уровнем моря, на скалах, каменистых склонах гор, лесистых холмах, глинистых и конгломератных обрывах, заборах из камня и развалинах. Скрываются в ущельях в скалах, дуплах деревьев и пустотах между камнями. Активна днём. Питается насекомыми, цветами, семенами и плодами миндаля и ягодами шелковицы.
Это яйцекладущая ящерица. Весной появляется после зимовки уже в начале марта, спаривание происходит в апреле—мае. Откладывание яиц начинается во второй половине июня и продолжается в июле. В кладке от 8 до 22 яиц размером 15-22 х 9-14 мм. Мелкие молодые самки имеют меньший размер кладки (не более 7-8 яиц). Молодые агамы длиной туловища 3,6-3,8 см появляются в сентябре—октябре.